# Claude Dupré
Pour les articles homonymes, voir Dupré.
Claude Dupré est le pseudonyme d'Agnès Guilloteau, une scénariste de bande dessinée française. Sous ce pseudonyme, elle a notamment écrit les scénarios de Nic et Mino et, sous son vrai nom, une version en bande dessinée de Fantomas parue en 1969 dans Jours de France. Elle est éditée chez Dargaud.